# Collada de Toses
La collada de Toses és un port de muntanya situat entre les comarques catalanes del Ripollès i la Baixa Cerdanya, a la Vegueria de Girona. La seva altura és de 1.800 metres sobre el nivell del mar i és un pas on la nacional N-260 troba un espai enmig de la serra del Cadí-Moixeró i les elevades muntanyes de la Vall de Núria.
Els municipis on és la collada de Toses són Toses, al Ripollès, i Alp, a la Baixa Cerdanya. Els poblets que es van passant per arribar fins a dalt de tot del coll i després baixar-ne són, pel vessant del Ripollès fins a la Baixa Cerdanya: Ventolà, el Solà, Planoles, Nevà, Dòrria, Fornells de la Muntanya i Toses, pel cantó est, i la Molina, Alp, Urtx, el Vilar d'Urtx, Queixans i Sant Martí de Muntanya, pel cantó oest.
Cal destacar que, l'any 2005, el Ministeri de Foment volia fer un túnel en més d'un port de muntanya.